# Octavia Ritchie
Octavia Grace Ritchie England (Montreal, 16 de janeiro de 1868 – 1 de fevereiro de 1948) foi uma médica e sufragista canadense. Em 1891 tornou-se a primeira mulher a receber um diploma de medicina no Quebec.

## Início de vida e educação
Octavia Ritchie nasceu em Montreal e era filha de Thomas Weston Ritchie e Jessie Torrance Fisher. Seu pai era advogado. Ela frequentou a Montreal High School for Girls. Em 1888 ela tornou-se a primeira mulher a ser oradora de turma na Universidade McGill. Ela queria continuar na faculdade de medicina da McGill, mas não foi aceita por questões de gênero. Em vez disso, ela estudou no Kingston Women's Medical College e depois foi transferida para o Bishop's College, onde completou seus estudos em 1891, tornando-se a primeira mulher a receber um diploma de medicina no Quebec.
Como estudantes de medicina na Bishop's, Ritchie e Maude Abbott formaram uma organização, a Association for the Professional Education of Women, para defender outras mulheres que buscavam a graduação médica e outros tipos de carreiras.

## Carreira
Ritchie foi nomeada professora de Anatomia na Bishop's College e ginecologista assistente no Western Hospital. Após seu casamento, ela passou a dedicar-se mais às causas de apoio aos direitos das mulheres e à saúde pública. Ela foi presidente do Conselho de Mulheres local de 1911 a 1917; Ela também foi presidente do Montréal Women's Liberal Club (Clube Liberal Feminino de Montreal), em 1921, e vice-presidente do National Council of Women of Canada (Conselho Nacional de Mulheres do Canadá).
Ritchie representou o Canadá no encontro de 1914 do Conselho Internacional de Mulheres em Roma; em 1922 ela representou mais uma vez o Canadá, desta vez na Conferência Pan-Americana de Mulheres em Baltimore. Ela também era ativa na La Ligue des Droits de la Femme (Liga dos Direitos da Mulher), que lutava pelo voto feminino nas eleições provinciais de Quebec. Em 1930, ela concorreu a uma cadeira no Parlamento Canadense como candidata liberal de Mount Royal. Uma coleção das suas cartas originais está conservada em uma biblioteca da Universidade McGill.

## Vida pessoal
Octavia Grace Ritchie tornou-se a segunda esposa do também médico Frank Richardson England em 1897. Eles tiveram uma filha, Esther Ritchie England. Octavia Grace Ritchie England faleceu em 1948 aos 80 anos. Em 1979, alunos da Universidade McGill nomearam uma bolsa de estudos em sua homenagem. A casa na qual Ritchie e sua família viviam, projetada pelo arquiteto Robert Findlay, agora é um bar.